# کوی طلاب
کوی طلاب محله‌ای در مشهد و در مجاورت حرم امام رضا است. بلوار طبرسی (طبرسی جنوبی و طبرسی شمالی) از میان این محله می‌گذرد. این محله یکی از محله‌های شلوغ و پرجمعیت مشهد است که شورش ۱۳۷۱ مشهد از آنجا آغاز شد.

## تاریخچه
حسین فقیه سبزواری که از علمای حوزه علمیه خراسان بود در سال ۱۳۳۸ زمین این محله را برای اسکان طلاب بی‌بضاعت حوزه مشهد از آستان قدس رضوی اجاره گرفت. این زمین به شیوه قرعه‌کشی در اختیار طلاب قرار گرفت. بعدها با فروش خانه طلبه‌ها به دیگران ترکیب محله که تا پیش از انقلاب ۱۳۵۷ عمدتاً آخوندی بود متنوع‌تر شد.

## شورش
با مرگ سبزواری در سال ۱۳۴۷ این محله عملاً به حال خود رها شد و با اینکه در مرکز شهر مشهد قرار داشت به بزرگ‌ترین کلونی حاشیه‌نشینان مشهد بدل شد. این محله به دلیل مجاورتش با حرم از همان ابتدای پیروزی انقلاب ۱۳۵۷ و به دلیل تمایل عباس واعظ طبسی برای توسعه حرم امام رضا، محل مناقشه اهالی و مسئولان شهری مشهد قرار گرفت.
نهم خرداد سال ۱۳۷۱، علی جنتی، استاندار وقت استان خراسان، دستور تخریب بخشی از سکونت‌گاه‌های کوی طلاب را صادر کرد که با مقاومت مردم مواجه شد. در جریان درگیری میان مأموران امنیتی و اهالی کوی طلاب یک کودک دانش‌آموز با شلیک مأموران امنیتی کشته شد. مرگ این کودک باعث خشم اهالی کوی طلاب شد و با پیوستن اهالی دیگر محلات مشهد و با تسخیر کلانتری ۳ و ۴ مشهد و مسلح شدن مردم، شهر از کنترل نیروهای امنیتی و انتظامی خارج شد.